# Republika Chołodnojarska
Republika Chołodnojarska (skrótowo Chołodnyj Jar) – quasi-państwo oraz związany z nim ruch partyzancki, który kontrolował część terytorium dawnej Ukraińskiej Republiki Ludowej, w dystrykcie Czehryń, w prowincji Kijów (dzisiejszy obwód czerkaski), na obszarze lasu Chołodnyj Jar. Stolicą republiki była wieś Melnyky, a jej siły zbrojne złożone były z 15 tysięcy chłopów oraz żołnierzy pochodzących z armii URL, która została rozbita na Podolu przez siły „Białych”.
Republika Chołodnojarska była ostatnim terenem, na którym Ukraińcy kontynuowali swoją walkę o niepodległe państwo ukraińskie, zanim Ukraina została włączona do Związku Sowieckiego jako pełnoprawna republika radziecka (Ukraińska SSR), dzięki czemu republika stała się istotną częścią ogólnej historii wojny o ukraińską niepodległość.
W czasach sowieckich historia o Republice Chołodnojarskiej oraz osobach z nią związanych była wyciszana, ponieważ wspomnienie o niej mogłoby doprowadzić do wzrostu postaw niepożądanych z punktu widzenia władz sowieckich w społeczeństwie.

## Upamiętnienie

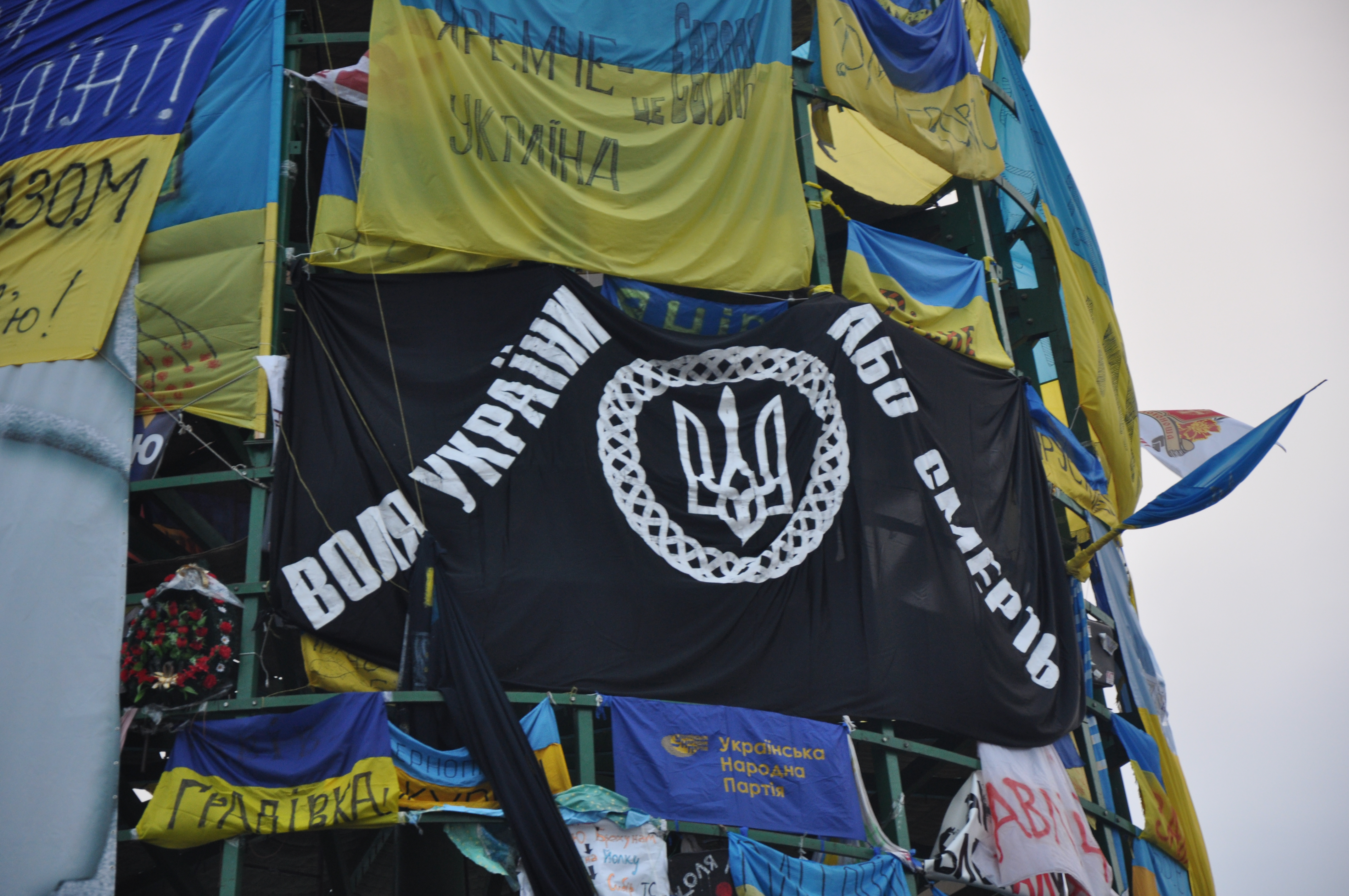
Flaga Republiki Chołodnojarskiej wywieszona na Euromajdanie

- W XXI wieku flaga Republiki Chołodnojarskiej używana była przez demonstrantów Euromajdanu oraz przez żołnierzy Pułku „Azow”[4]. W styczniu 2018 roku 93 Samodzielna Brygada Zmechanizowana została uhonorowana poprzez nadanie jej nazwy wyróżniającej „Chołodnyj Jar”[5].
- Film Czarny Kruk/Чорний ворон (2019)[6]